# Beatrice Parrocchiale
Beatrice Paola Parrocchiale (Milano, 26 dicembre 1995) è una pallavolista italiana, libero della Savino Del Bene.

## Carriera

### Club
La carriera di Beatrice Parrocchiale inizia nelle giovanili del Visette per poi passare in quelle dell'Amatori Orago; nel 2011, viene ingaggiata dal Villa Cortese, per giocare nella squadra giovanile, mentre nell'annata 2012-13 viene promossa in prima squadra, in Serie A1.
Nella stagione 2013-14 viene acquistata dal San Casciano, in Serie A2, con cui vince la Coppa Italia di categoria e, grazie alla vittoria dei play-off promozione, ottiene la promozione in Serie A1, categoria dove milita con la stessa società a partire dalla stagione 2014-15.
Per il campionato 2019-20 veste la maglia della Pro Victoria, con cui vince la Coppa CEV 2020-21: poco dopo l'inizio della stagione 2023-24 lascia la squadra lombarda per accasarsi alla Savino Del Bene, sempre in Serie A1.

### Nazionale
Fa parte delle nazionali giovanili italiane: nel 2011 è nell'under 18, nel 2012 nell'under 19 e nel 2013 nell'under 20.
Nel 2015 ottiene le prime convocazioni nella nazionale maggiore, con cui, nel 2017, vince la medaglia d'argento al World Grand Prix e, nel 2018, l'argento al campionato mondiale. Nel 2019 conquista la medaglia di bronzo al campionato europeo, mentre nell'edizione successiva si aggiudica la medaglia d'oro.

## Palmarès

### Club
- Coppa Italia di Serie A2: 1

2013-14
- Coppa CEV: 1

2020-21

### Nazionale (competizioni minori)
- Montreux Volley Masters 2018
- Montreux Volley Masters 2019